# Dầu mỏ Việt Nam
Dầu mỏ Việt Nam là lượng dầu thô khai thác ở Việt Nam. Lượng dầu này đóng góp nhiều vào nền kinh tế quốc gia và cũng là yếu tố quan trọng trong vấn đề chủ quyền của Việt Nam ở Biển Đông. Việc khai thác dầu thô còn đi kèm với ngành khí đốt.
Tính đến cuối năm 2019 sang đầu năm 2020, Việt Nam đứng hàng thứ 34 trên thế giới về số lượng sản xuất, trung bình mỗi tháng bơm được hơn 200.000 thùng dầu/ngày. Vào thời điểm thịnh nhất Việt Nam xuất cảng 399.000 thùng/ngày vào năm 2003. Đây là nguồn xuất cảng đáng kể trong cán cân mậu dịch thu hút ngoại tệ. Tuy nhiên mức tiêu thụ quốc nội đang trên đà gia tăng trong khi mức sản xuất giảm dần, khiến Việt Nam đã chuyển từ nước xuất cảng dầu thô sang nhập cảng kể từ năm 2017. Tiềm năng khai thác thêm dầu mỏ gần như hoàn toàn nằm ngoài khơi lãnh thổ Việt Nam.

## Lịch sử

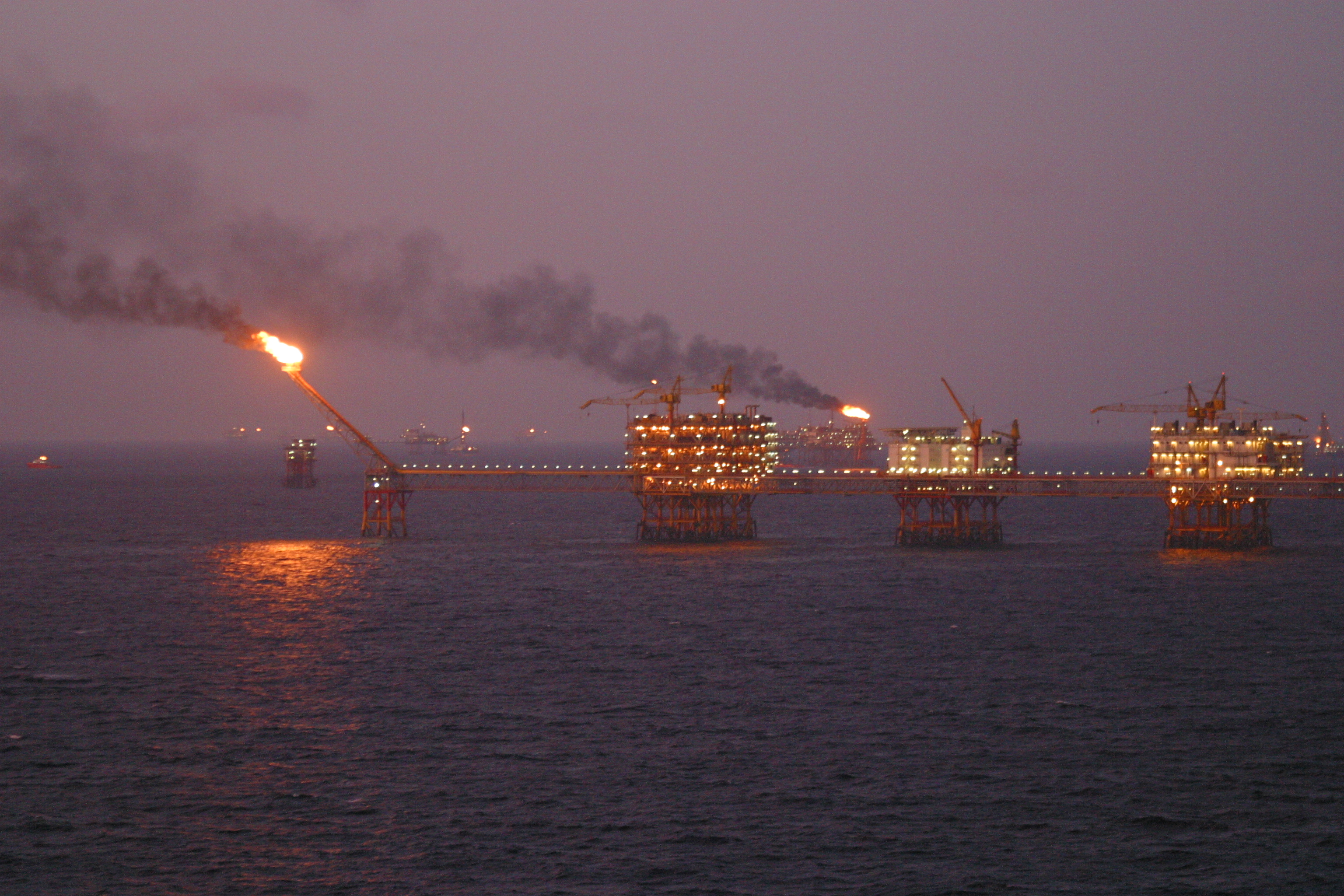
Dàn khoan Bạch Hổ

### 1966-1975: thời kỳ Việt Nam Cộng hòa, khảo sát & phát hiện
Cuộc thăm dò tìm dầu bắt đầu từ năm 1966 khi Nha Tài nguyên Quốc gia của Việt Nam Cộng hòa giao cho kỹ sư Hồ Mạnh Trung và Đỗ Hữu Cảnh thuộc Nha Khoáng chất xúc tiến việc khảo sát. Cũng năm đó hãng Chastway mở cuộc địa khảo ở ngoài khơi tỉnh Bình Định. Báo cáo của cả hai nhóm vào Tháng Năm 1967 đều khích lệ. Nhân biết được tiềm năng đó chính phủ gửi phái bộ sang Tokyo, Nhật Bản dự buổi họp của Ủy Hội Kinh tế Á châu và Viễn Đông (tiếng Anh: Economic Commission for Asia and the Far East, viết tắt là ECAFE) chính thức kêu gọi các tổ chức quốc tế giúp đỡ. Để triển khai chính phủ cho ban hành luật pháp khẳng định chủ quyền của Việt Nam Cộng hòa đối với thềm lục địa và lãnh hải do Tổng thống Nguyễn Văn Thiệu ký.
Chiến cuộc Việt Nam với cuộc tổng công kích Tết Mậu Thân năm 1968 gây nhiều trở ngại nhưng đến năm 1970 thì Việt Nam Cộng Hoà hoàn tất cuộc địa khảo ngoài khơi với 11 công ty quốc tế tham gia. Bản tổng kết ghi nhận rằng thềm lục địa rộng 325.000 cây số vuông có nhiều khả năng tích trữ lượng dầu thô trong lòng đất. Tổng trưởng Bộ Kinh tế là Phạm Kim Ngọc được bổ làm chủ tịch Ủy ban dầu hỏa và cấp tốc gửi phái đoàn sang Iran tìm hiểu cách thức kỹ thuật và pháp lý để hợp tác khai thác với quốc tế.
Chiến trận năm 1972 với Mùa hè đỏ lửa làm đình trệ việc khai thác nên đến năm 1973 chính phủ mới mở cuộc đấu thầu chín trong số 40 lô. Hãng Pecten-Vietnam (thuộc Shell) thắng ba lô (3, 7, 11), Mobil Oil của Hoa Kỳ được hai lô (4 & 8), Sunningdale của Canada được hai (21 & 22) và Esso của Hoa Kỳ được một (10). Bốn hãng này trả chính phủ 16,6 triệu Mỹ kim để thầu. Năm 1974 mở thêm năm lô với các hãng Union Texas, Mobil Oil, Marathon-Sun-Ameralda-Hess, và Pecten-Vietnam thắng thầu, nộp cho chính phủ 29,1 triệu.
Ngày 26 Tháng Mười, 1974 hãng Pecten-Vietnam công bố đã phát hiện được mỏ dầu với năng suất 1514 thùng/ngày. Những địa điểm khoan có tên là Dừa, Mía và Hồng. Sang đầu năm 1975 thì Mobil phát hiện ra mỏ dầu Bạch Hổ với năng suất 2,500 thùng/ngày. Vị trí mỏ Bạch Hổ cách Vũng Tàu 75 cây số về phía đông nam. Tháng Hai 1975 Tổng thống Nguyễn Văn Thiệu bay ra dàn khoan Glomar IV để chứng kiến thành quả. Hơn hai tháng sau, Sài Gòn thất thủ; chính quyền Việt Nam Cộng hòa sụp đổ.

### 1979-1991: Thời kỳ gián đoạn & liên doanh Vietsovpetro
| Số liệu dầu thô Việt Nam xuất cảng | Số liệu dầu thô Việt Nam xuất cảng | Số liệu dầu thô Việt Nam xuất cảng                  |
| Năm                                | Dung lượng dầu (thùng/ngày)        | Ghi chú                                             |
| ---------------------------------- | ---------------------------------- | --------------------------------------------------- |
| 1987                               | 13.620                             | năm đầu tiên xuất cảng dưới liên doanh Vietsovpetro |
| 1988                               | 26.829                             |                                                     |
| 1989                               | 49.025                             |                                                     |
| 1990                               | 78.320                             |                                                     |
| 1991                               | 105.455                            | mở cửa hợp tác với các hãng quốc tế Tây phương      |
| 1992                               | 119.364                            |                                                     |
| 1993                               | 136.981                            |                                                     |
| 1994                               | 173.000                            |                                                     |
| 1995                               | 168.437                            |                                                     |
| 1996                               | 188.900                            |                                                     |
| 1997                               | 240.591                            |                                                     |
| 1998                               | 291.910                            |                                                     |
| 1999                               | 315.000                            |                                                     |
| 2000                               | 356.70                             |                                                     |
| 2001                               | 322.081                            |                                                     |
| 2002                               | 342.042                            |                                                     |
| 2003                               | 399.211                            | đạt mức xuất cảng cao nhất                          |
| 2004                               | 360.817                            |                                                     |
| 2005                               | 345.414                            |                                                     |
| 2006                               | 300.604                            |                                                     |
| 2007                               | 275.040                            |                                                     |
| 2008                               | 267.460                            |                                                     |
| 2009                               | 161.440                            |                                                     |
| 2010                               | 164.500                            |                                                     |
| 2011                               | 185.020                            |                                                     |
| 2012                               | 170.333                            |                                                     |
| 2013                               | 173.440                            |                                                     |
| 2014                               | 143.642                            |                                                     |
| 2015                               | 146.257                            |                                                     |
| 2016                               | 129.473                            |                                                     |
| 2017                               | 88.477                             |                                                     |

Sau khi thống nhất hai miền Việt Nam, chính quyền Cộng hòa Miền Nam Việt Nam không xúc tiến việc khai thác dầu vì phải đương đầu với nhiều vấn nạn. Mãi đến năm 1979 dưới chính thể Cộng hòa Xã hội Chủ nghĩa Việt Nam nhà chức trách mới mở lại hồ sơ dầu khí. Ngoài việc Hoa Kỳ có lệnh cấm vận, phía Việt Nam tuy thừa nhận quyền kế thừa pháp lý cũ của Việt Nam Cộng hòa nhưng lại hủy bỏ toàn phần những hợp đồng trúng thầu của các công ty ngoại quốc trước kia đã ký kết với Việt Nam Cộng hòa khiến việc dùng kỹ thật Tây phương khai thác dầu khí ngoài khơi đi đến ngõ cụt. Hà Nội bèn ký hợp đồng mới với hãng Agip của Ý Đại Lợi để tìm kiếm thêm những mỏ mới nhưng bất thành. Riêng lô 4 xưa do Mobil trúng thầu và tìm được giếng Bạch Hổ thì giao cho Petrovietnam.
Dù vậy công việc khai thác vẫn bế tắc vì không đủ kỹ thuật cho đến năm 1981 thì Petrovietnam lập liên doanh Vietsovpetro với Zarubezhneft của Liên Xô đến năm 1983 thì công cuộc khoan mới tiến hành ở giếng Bạch Hổ sâu hơn 3.000 mét. Năm 1986, tức 11 năm sau khi phát hiện được giếng Bạch Hổ, giàn khoan bơm được dầu lên và sang năm sau, Việt Nam lần đầu tiên xuất cảng dầu thô. Giếng Bạch Hổ lúc đó cung cấp 7.500 thùng dầu/ngày. Cho tới năm 1994, mỏ Bạch Hổ là mỏ dầu duy nhất của Việt Nam với 10 dàn khoan. Cho đến thế kỷ 21 đây cũng là giếng dầu lớn nhất Đông Nam Á. Vietsovpetro sau đó khám phá được những mỏ dầu khác, đặt tên là: Bà Đen, Tam Đảo, Ba Vì, Rồng (1986), Đại Hùng (1988)...
Kỹ thuật khoan dầu của Liên Xô lúc bấy giờ cũng kém nên ngoài dầu thô mỏ Bạch Hổ còn là nguồn khí đốt nhưng vì không có khả năng tích trữ nên khí đó phải đốt bỏ cho tới khi lắp được ống dẫn dài 56 cây số dưới lòng biển từ ngoài khơi vào Vũng Tàu vào năm 1994. Khi Liên Xô tan vỡ Việt Nam mất nguồn viện trợ kinh tế đành phải chuyển hướng, mở đường cho thời kỳ Đổi Mới và mời các công ty nước khác hợp tác.

### 1991 trở đi: Thời kỳ Đổi Mới & khai thác khí đốt
Thời kỳ Đổi Mới nới lỏng kinh tế, bỏ mô hình kinh tế tập trung cũ, Việt Nam đón nhận các công ty ngoại quốc bước vào lãnh vực dầu khí. Các hãng British Petroleum của Anh, ONGC của Ấn Độ và Statoil của Na Uy đều ký hợp đồng với Việt Nam. Lượng dầu thô xuất cảng tăng mạnh.
Năm 1995 ngành khí đốt khai sinh do ống dẫn từ mỏ dầu Bạch Hổ với năng suất gần ba triệu mét khối và chỉ ba năm sau (1998) tổng lượng tăng hơn một tỷ mét khối.
Năm 2001 hãng Gazprom của Nga mở cuộc thăm dò tìm khí đốt thiên nhiên ở Vịnh Bắc Bộ. Gazprom cũng hợp tác xây cất xưởng lọc dầu Dung Quất. Nga và Việt Nam còn ký liên doanh ba thành phần với Nhật Bản: Zarubezhneft, Petrovietnam và Idemitsu để khai thác dầu thô và khí đốt ở lô 09-3. Năm 2017 xưởng Nghi Sơn cũng đi vào hoạt động với Kuwait Petroleum International, Idemitsu Kosan, Mitsui Chemicals hùn vốn cùng với Petrovietnam.
Ngành khí đốt khuếch trương mạnh đến năm 2007 thì vượt hơn 7 tỷ mét khối rồi 10,6 tỷ mét khối năm 2016.
Những hãng lớn tham gia trong ngành khai thác dầu khí vào năm 2017 gồm có:
1. Eni (Ý)
2. MOECO, JX Nippon (Nhật)
3. Murphy Oil, ExxonMobil (Hoa Kỳ)
4. Petronas (Malaysia)
5. Premier Oil, Soco (Anh)
6. Repsol (Tây Ban Nha)
7. Rosneft, Gazprom (Nga)
8. Santos, Pan Pacific Petroleum (Úc)
9. SK Energy (Nam Hàn)

## Trữ lượng dầu khí
Theo báo cáo của chính phủ Úc năm 2017 thì trữ lượng thiên nhiên dầu thô của Việt Nam là 4,4 tỷ thùng và trữ lượng khí đốt là 704 tỷ mét khối, lớn thứ ba ở Đông Nam Á, sau Indonesia và Malaysia. Hai địa vực chính có dầu khí là bồn trũng Cửu Long và Nam Côn Sơn. Mỏ Bạch Hổ từ khi khám phá năm 1975 là mỏ dầu lớn nhất nhưng sau 30 năm khai thác đã vào thời kỳ suy cạn. Tuy các chuyên gia đã tìm được 14 mỏ khác nhưng những mỏ này không dồi dào bằng Bạch Hổ nên tổng sản lượng hằng năm kém dần.

## Dự tính
Theo Petrovietnam thì lượng dầu thô sẽ giảm dần khoảng 10% mỗi năm cho đến năm 2025 trừ khi khám phá được mỏ dầu mới. Những mỏ hiện có sẽ dần cạn.